# Lemuel E. Quigg

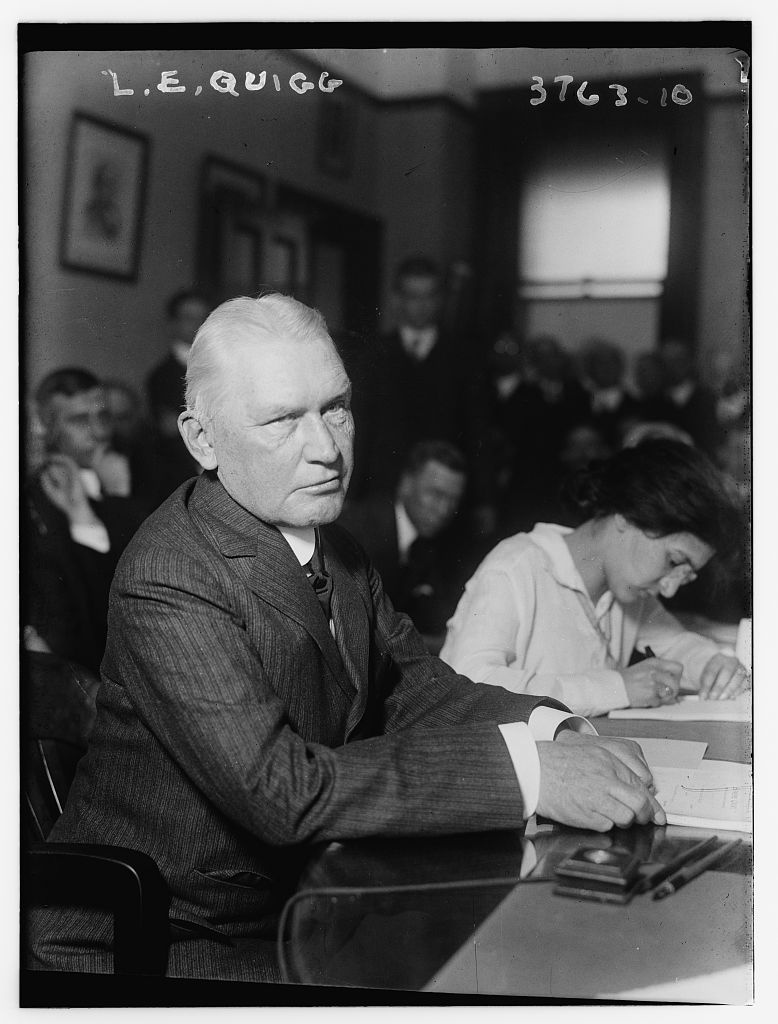
Lemuel Ely Quigg (1916)

Lemuel Ely Quigg (* 12. Februar 1863 bei Chestertown, Maryland; † 1. Juli 1919 in New York City) war ein US-amerikanischer Journalist, Jurist und Politiker. Zwischen 1894 und 1899 vertrat er den Bundesstaat New York im US-Repräsentantenhaus.

## Werdegang
Lemuel Ely Quigg wurde während des Bürgerkrieges bei Chestertown im Kent County geboren. Er besuchte öffentliche Schulen in Wilmington (Delaware). 1880 zog er nach New York City, wo er als Journalist arbeitete. Er gab in den Jahren 1883 und 1884 die Flushing Times heraus. Zwischen 1884 und 1894 war er Teil der Redaktionsbelegschaft der New York Tribune. Er hielt 1895 den Posten des Chefredakteurs (editor in chief) der New York Press inne. Politisch gehörte er der Republikanischen Partei an.
Quigg wurde in einer Nachwahl am 30. Januar 1894 im 14. Wahlbezirk von New York in das US-Repräsentantenhaus in Washington, D.C. gewählt, um dort die Vakanz zu füllen, die durch den Rücktritt von John R. Fellows entstand. Bei den regulären Kongresswahlen des Jahres 1894 wurde er in den 44. Kongress gewählt. Nach der Wiederwahl in den 45. Kongress erlitt er im Jahr 1898 bei seiner erneuten Kandidatur eine Niederlage und schied nach dem 3. März 1899 aus dem Kongress aus. Als Kongressabgeordneter hatte er den Vorsitz über das Committee on Expenditures im Department of State.
Er war in den Jahren 1896 und 1902 Vorsitzender der jeweiligen Republican State Convention. Als Delegierter nahm er in den Jahren 1896, 1900 und 1904 an den Republican National Conventions teil. Zwischen 1896 und 1900 war er Präsident des Republican County Committee. Er studierte Jura. Seine Zulassung als Anwalt erhielt er im Jahr 1903. Er nahm 1915 als Delegierter an der verfassunggebenden Versammlung von New York teil. Quigg praktizierte in New York City als Anwalt. Am 1. Juli 1919 verstarb er dort und wurde dann in Flushing auf dem gleichnamigen Friedhof beigesetzt.